# Zdeněk Chalabala
Zdeněk Chalabala (Uherské Hradiště, 18 aprile 1889 – Praga, 4 marzo 1962) è stato un direttore d'orchestra ceco.
Ha diretto orchestre a Praga, Ostrava e Mosca.
Alcuni anni dopo aver studiato direzione d'orchestra al Conservatorio di Brno con František Neumann, fu nominato direttore dell'Opera di Brno nel 1926 insieme a Břetislav Bakala. Cinque anni più tardi, diresse nel Teatro dell'Opera la prima di Flammen di Erwin Schulhoff. Successivamente, diresse anche le rappresentazioni di opere di Borodin, Musorgskij e Rimskij-Korsakov.
Dopo aver fondato la Slovácká Filharmonie (Uherské Hradiště) nel 1924, divenne il primo direttore operistico del Teatro Nazionale Slovacco, in particolare portando in scena musiche jugoslave e russe. Inoltre, ricoprì anche la posizione di direttore del Teatro Nazionale di Brno, nel quale ebbe Vítězslava Kaprálová fra i suoi studenti.
Alla fine della guerra, fu licenziato dalle poste e trovò impiego a Ostrava, a Brno e a Bratislava, finché nel'53 riuscì ad essere nominato nuovamente direttore principale del Teatro Nazionale di Praga, mantenendo tale posizione fino alla morte.
Nel 1956, la compagnia teatrale e orchestrale si esibirono al Bol'šoj di Mosca, dove Chalabala diresse la Jenůfa  di Leoš Janáček e la prima versione riadattata per il pubblico moscovita relativa a La bisbetica domata, opera di Vissarion Šebalin.
Nel 1958 lo Stato gli conferì il titolo di Artista nazionale.
Chalabala si spense Praga il 4 marzo 1962.